# ماریا فرناندا کاندیدو
ماریا فرناندا کاندیدو (به انگلیسی: Maria Fernanda Cândido)، (زاده ۲۱ مهٔ ۱۹۷۴) بازیگر برزیلی است.
از کارهای معروف او می‌توان به بازی در فیلم‌های دوست هندوی من، خائن و جانوران شگفت‌انگیز اشاره کرد.